# Psychonauts
Psychonauts é um jogo de plataforma criado por Tim Schafer, desenvolvido por Double Fine Productions e publicado por Majesco. O jogo foi lançado em 19 de abril de 2005 para Xbox, 26 de abril para Microsoft Windows e 21 de junho para PlayStation 2. Foi lançado na Steam em 11 de outubro de 2006, como um "Xbox Original" através do Xbox Live Marketplace e no serviço GameTap. Em 5 de novembro de 2009, Psychonauts também ficou disponível através de serviço de distribuição online Good Old Games com sua parceria com Majesco.
Psychonauts é baseado nas ações de Razputin, um jovem dotado de habilidades psíquicas que foge do circo para se infiltrar em um acampamento de verão para aqueles com poderes similares aos seus para se tornar um "Psychonaut". Ele descobre que há uma história sinistra no acampamento que só ele pode impedir de acontecer. O jogo é centrado nas mentes imaginativas e muito estranhas dos vários personagens que Raz entra como um Psychonaut-em-treinamento/"Psycadet" para ajudá-los a superar seus medos ou memórias de seu passado, para ganhar a cooperação deles e avançar no jogo. Raz ganha várias habilidades psíquicas durante o jogo que são usadas para atacar os inimigos e resolver os quebra-cabeças.
Embora o jogo tenha recebido grande aclamação pelos críticos e ganho um grande número de fãs, Psychonauts sofreu de baixas vendas e Majesco sofreu dificuldades financeiras relacionadas ao Psychonauts e a outros jogos do seu catálogo.

## Ligações Externas
- Psychonauts. no IMDb.
- Psychonauts (Site oficial da Double Fine Productions)
- Psychonauts. no MobyGames.